# Parc de Porolahti
Le parc de Porolahti (en finnois : Porolahdenpuisto), est un parc situé dans le quartier de Roihuvuori à Helsinki en Finlande.

## Description
Le parc de Porolahti est bordé au sud par la baie Porolahti (fi) , le long du rivage de laquelle passe une voie à circulation douce.
Le parc de Porolahti est à proximité du canal de Tammisalo (fi) et du Vanhanväylän puisto.
Le parc à une superficie de 121 637 m2 de terre et 30 398 m2 d'eau.
Le parc est le cadre d'activités de plein air, comme la pétanque. 
Les amateurs de canoë-kayak passent fréquemment par la voie navigable de Porolahti, car la baie Porolahti est reliée au canal de Tammisalo à l'est avec la marina de Strömsinlahti (fi) et Tiiliruukinlahti (fi) au sud.

## Galerie

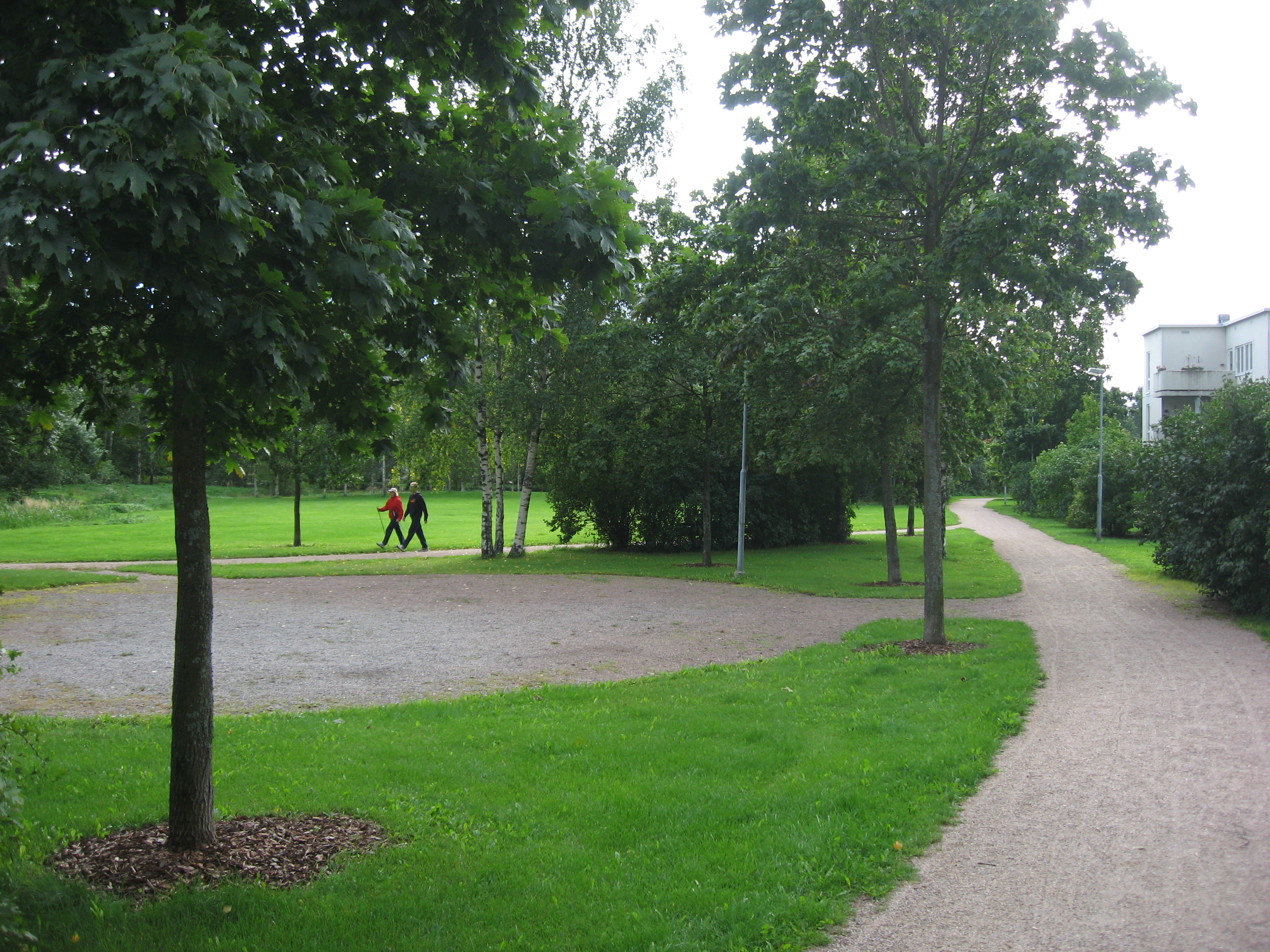
La nouvelle partie ouest du parc.
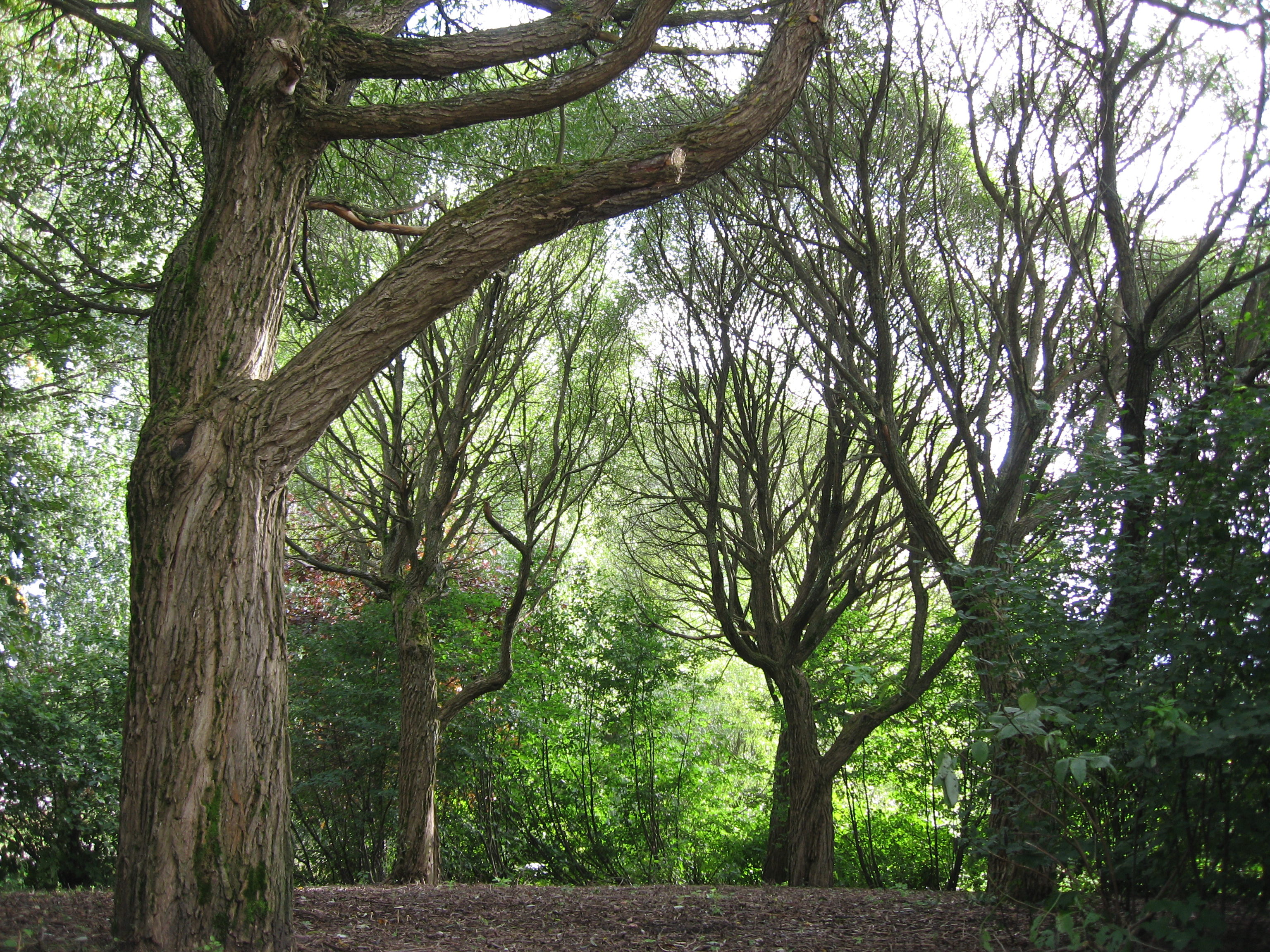
Arbres du parc.